# Neubois
Neubois (németül: Gereuth), település Franciaországban, Bas-Rhin megyében. Lakosainak száma 654 fő (2022. január 1.). Neubois Breitenau, Châtenois, Dieffenbach-au-Val, Neuve-Église, Saint-Pierre-Bois, Scherwiller, Thanvillé, La Vancelle és Rombach-le-Franc községekkel határos.

## Népesség
A település népességének változása:
| Lakosok száma | 670  | 694  | 709  | 698  | 685  | 671  | 658  | 658  | 654  |
|               | 2013 | 2015 | 2016 | 2017 | 2018 | 2019 | 2020 | 2021 | 2022 |